# Lestes henshawi
Lestes henshawi – gatunek ważki z rodziny pałątkowatych (Lestidae). Występuje na terenie Ameryki Południowej i Ameryki Środkowej.